# 朱致棖
宜城荣昭王朱致枨（1509年—1550年），明朝宜城懿定王朱宠滨嫡长子。明朝第五代宜城王。
嘉靖十五年（1536年），朱宠滨去世。嘉靖十八年（1539年）十二月，明世宗遣撫寧侯朱岳等為正使、尚寶司司丞馬從謙等為副使，持節冊封朱致棖為宜城王，夫人黃氏進封為宜城王妃。
嘉靖二十九年（1550年），朱致枨去世，无子，宜城国除。宜城国仍有宗室，此後由何人奉祀宜城王府管王府事，待考。

## 评价
- 《弇山堂别集》卷074：寵祿光大，容儀恭美。